# Rungia caespitosa
Rungia caespitosa är en akantusväxtart som beskrevs av Gustav Lindau. Rungia caespitosa ingår i släktet Rungia och familjen akantusväxter. Inga underarter finns listade i Catalogue of Life.